# Преображенский, Пётр Алексеевич
Пётр Алексе́евич Преображе́нский (28 октября [9 ноября] 1828, Москва — 3 [15] июня 1893, Москва) — русский духовный писатель, протоиерей Русской православной церкви, патролог, переводчик раннехристианских текстов.
Его сын — священник Фёдор Петрович Преображенский; внук — историк и этнограф Пётр Фёдорович Преображенский.

## Биография
Родился 28 октября (9 ноября) 1828 года в московской священнической семье. Учился в Московской духовной семинарии, а затем, в 1851 году окончил Санкт-Петербургскую духовную академию в звании магистра богословия за сочинение «Жизнь и заслуги Оригена как апологета христианства». Преподавал логику, психологию, латинский язык в Новгородской, а с 1855 года в должности профессора — логику, психологию, патристику и латинский язык в Московской духовной семинарии.
В течение двух сроков, с 1877 по 1884 гг., он был гласным Московской городской думы. В 1882 году был возведён в сан протоиерея; с 1883 года служил в церкви преподобного Феодора Студита у Никитских ворот.
В 1860 году Преображенский вместе с протоиереем Н. А. Сергиевским и протоиереем Г. П. Смирновым-Платоновым основал богословский журнал «Православное Обозрение»; в 1875—1891 годах был его редактором-издателем; сумел привлечь к сотрудничеству многих известных духовных писателей. Поместил в журнале много оригинальных и переводных статей: «Ориген и его заслуги как апологета христианской религии», «Апологетическая деятельность древней церкви и её значение для настоящего времени» (1866. — № 8, 11, 12) и др. Издал в русском переводе, с введениями и примечаниями: «Писания мужей апостольских» (М. : тип. Каткова и К°, 1862. — [4], 450 с.; 2-е изд. — СПб., 1895), «Сочинения древних христианских апологетов» (М., 1867; 2-е изд. — СПб., 1895), «Сочинения святого Иустина Философа и Мученика» (М., 1891), «Сочинения святого Иринея Лионского» (М., 1871). Он инициировал публикацию под своей редакцией нескольких серий («Памятники древнехристианской письменности» в 8 томах и др.).
Переводы Преображенского не утеряли значимость до настоящего времени — современные переиздания мужей апостольских, как правило, используют его тексты: Репринт. изд. - Рига : Латвийское библейское общество, 1992. - 441 с.; СПб.: издательство «Амфора», 2007. — ISBN 978-5-367-00559-2. Также издаются другие его работы: Пастырь Ерма (М. : Сибирская благозвонница, 2013. - 270, [1] с. — ISBN 978-5-91362-632-5; М. : Сибирская благозвонница, 2018. - 270, [1] с.; — ISBN 978-5-00127-014-0).
П. А. Преображенский — почётный член Петербургской (1883) и Московской (1884) духовных академий. Он один из учредителей московского Общества любителей духовного просвещения (1863), член правления Заиконоспасского духовного училища (с 1867), комиссии по хозяйственной части духовных училищ (с 1872), правления Московской духовной семинарии (1873—1885), правления епархиального свечного завода (с 1887); основатель (1882) и вице-президент отделения пчеловодства при Московском обществе акклиматизации растений и животных.
Скончался в Москве 3 (15) июня 1893 года. Похоронен на Даниловском кладбище.